# Barahnaja

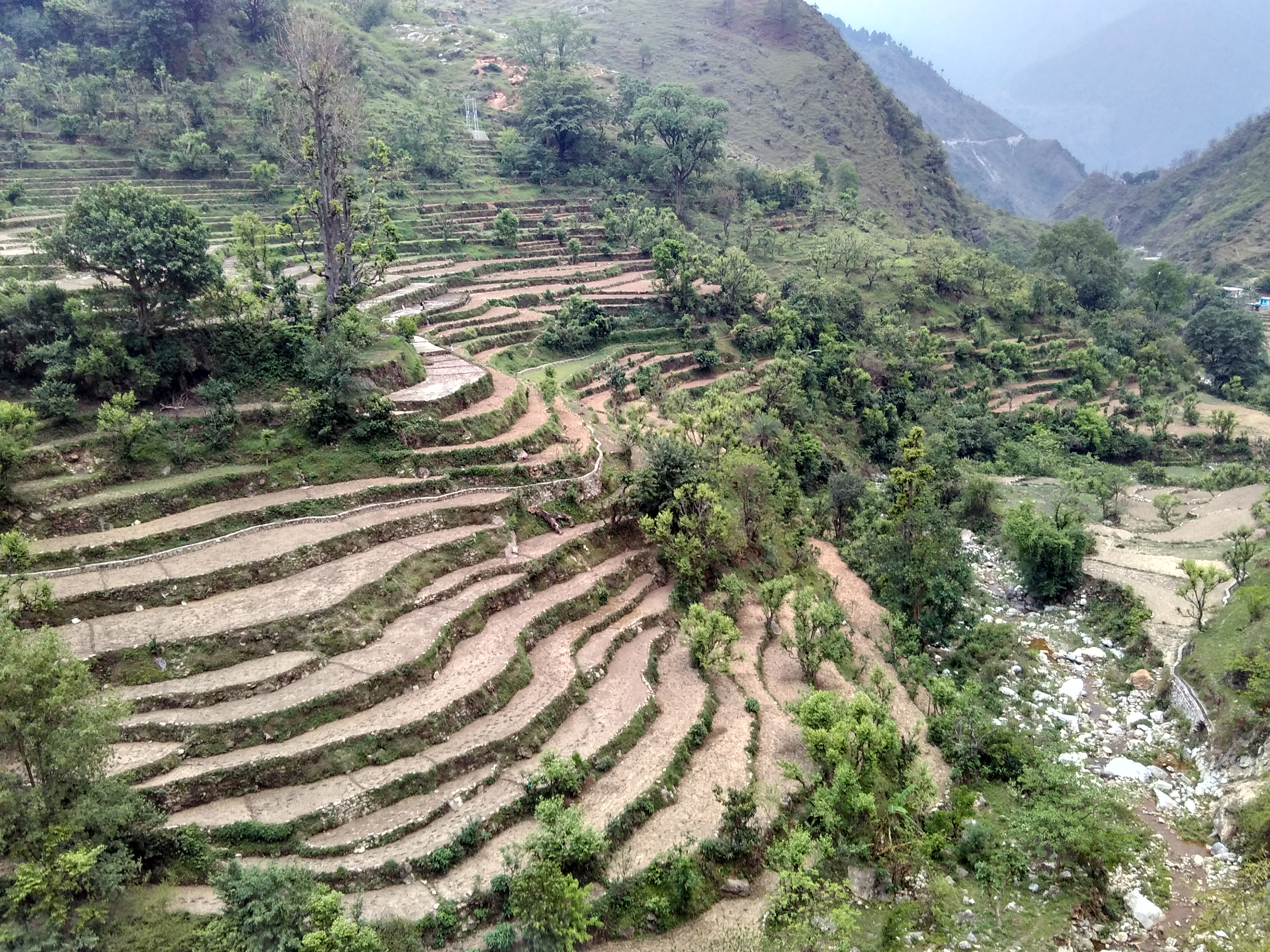
Campos típicos em terraços em Uttarakhand.

Barahnaja (lit. "doze sementes") é um antigo sistema tradicional de cultivo múltiplo praticado no estado montanhoso indiano de Uttarakhand. O termo significa literalmente "doze sementes ou grãos alimentares" em Garhwali e refere-se aos doze tipos de culturas que são cultivadas juntas num único campo para aumentar a fertilidade do solo, a segurança alimentar e o equilíbrio ecológico. Não há pesticidas ou fertilizantes envolvidos neste método, e muitas culturas no sistema barahnaja têm usos medicinais. Este método agrícola sustentável e tradicional é resistente ao clima e foi reconhecido como “orgânico por defeito”.

## Tipos de culturas
As doze principais culturas cultivadas no sistema barahnaja incluem:
1. Mandua/Ragi (milheto de dedo)
2. Ramdana (amaranto)
3. Rajma (feijão vermelho)
4. Ogal (trigo sarraceno)
5. Urad (grama preta)
6. Moong (grama verde)
7. Gahat/Kulath (grama de cavalo)
8. Bhat (soja)
9. Lobiya (feijão-caupi)
10. Kheera/kakdi (pepino)
11. Bhangjeera (cânhamo)
12. Jakhiya (cleome)

Embora o termo signifique "doze sementes ou grãos alimentícios", isto pode mudar dependendo do terreno e do clima local, e os agricultores podem cultivar até 20 culturas diferentes no campo. Todas elas são cultivadas sem o uso de pesticidas ou fertilizantes.

## Benefícios do método de cultivo
O método agrícola tradicional de barahnaja tem sido amplamente estudado e é conhecido por ter as seguintes vantagens: adequado para regiões ecologicamente frágeis; sustentável e autossuficiente; previne a erosão do solo ; segurança alimentar, pois a ameaça de perda generalizada de colheitas é minimizada; benefícios à saúde dos consumidores com sua abordagem sem produtos químicos; melhora a saúde e a fertilidade do solo.